# مطار زيغينشور
مطار زيغينشور (بالفرنسية: Aéroport de Ziguinchor)‏(إياتا: ZIG، إيكاو: GOGG) هو مطار محلي، يخدم مدينة زيغينشور في السنغال.

## شركات الطيران
| شركات الطيران           | الوجهات |
| ----------------------- | ------- |
| الخطوط الجوية السنغالية | داكار   |